# Hollekreisch
Hollekreisch, manchmal auch als „Hoolegrasch“ oder „Hallekreisch“ bezeichnet, ist ein von aschkenasischen Juden praktiziertes Geburtsritual. Die Zeremonie bezieht sich auf die Namensgebung von Söhnen und Töchtern und wird von Kindern durchgeführt. Der Name, der bei dieser Zeremonie vergeben wird, ist nicht der heilige hebräische Name, sondern der Name, der im täglichen Leben verwendet wird. Die Zeremonie tauchte erstmals im Mittelalter im Elsass, in Süddeutschland und in der Schweiz auf und wird in bestimmten Teilen der Schweiz und des Elsass immer noch praktiziert, obwohl man zunächst glaubte, sie sei verschwunden.

## Etymologie
Der Ursprung des Begriffs „Hollekreisch“ ist nicht ganz klar. Möglicherweise handelt es sich um eine Anspielung auf das hebräische Wort „chol“ („unheilig“), vielleicht abgeleitet von „chol kreisch“, was „profaner Schrei“ bedeuten würde. Da die Zeremonie sich um die Vergabe des säkularen Namens dreht, im Gegensatz zu dem heiligen hebräischen Namen (den ein Junge während seiner Brit Mila erhält), ist dies eine mögliche Erklärung des Begriffs.
Eine andere Theorie behauptet, dass die Zeremonie mit lokalen (nicht-jüdischen) deutschen Bräuchen verbunden sein könnte. In heidnischen deutschen Geschichten wird oft eine mythische Frau oder Göttin namens Frau Holle erwähnt, die angeblich ungetaufte Babys entführte. Lokale deutsche Rituale zum Schutz von Kindern bestanden darin, sie dreimal hochzuheben und „Holle, Holle, Holle“ zu rufen. Bei dieser Zeremonie wurde dem Kind ein Name gegeben. Dies weist deutliche Parallelen zum Hollekreisch auf, bei dem die Kinder, die die Zeremonie durchführen, „Hollekreisch, wie soll das Kind heißen?“ rufen – gefolgt von drei Wiederholungen des gewählten Namens.

## Geschichte
Seit Anfang des 13. Jahrhunderts wird eine Zeremonie für Neugeborene vom Mahzor Vitry erwähnt. In dieser Zeremonie versammelten sich Menschen um die Wiege eines neugeborenen Jungen und sprachen biblische Verse vor, während symbolische Gegenstände in die Wiege oder in die Hand des Kindes gelegt wurden.
Eine der ersten Erwähnungen des Hollekreisch als Namensgebungszeremonie stammt aus dem 16. Jahrhundert von Rabbi Israel ben Shalom Shakhna aus Lublin (ca. 1510–1558). Er beschreibt eine Zeremonie, in der Kinder sich versammeln, um das Baby hochzuheben und seinen (* er im Originalbericht) säkularen Namen zu rufen. Rabbi Israel fügt hinzu „und all dies wird Hallekreisch genannt“.
Juspa Schammes (1604–1678), der die Rituale und Bräuche der jüdischen Gemeinde von Worms dokumentierte, schrieb einen detaillierten Bericht über den Hollekreisch. Laut seinem Bericht unterschieden sich die Einzelheiten der Zeremonie je nach Geschlecht des Kindes. Für einen kleinen Jungen kamen junge Knaben ins Haus, und die älteren Jungen lasen Verse aus dem Pentateuch sowie wichtige Verse wie die Zehn Gebote vor. Ein Tallit und ein Tzitzit wurden zusammen mit einem Buch oder einer Seite aus dem Talmud auf das Bett gelegt. Für ein kleines Mädchen kamen junge Mädchen zur Zeremonie ins Haus, es wurden keine Bibelverse gelesen, und ein Teil eines Brautkleides wurde in die Wiege gelegt. Sowohl bei männlichen als auch bei weiblichen Neugeborenen hoben die Kinder die Wiege dreimal an und riefen dabei „Holi Kreisch, wie soll das Kind heißen?“ Dann wurde der gewählte Name des Kindes dreimal wiederholt. Nüsse, Süßigkeiten und Früchte wurden an die Gäste verteilt. Nach Juspa Schammes' Schilderung wurden die Süßigkeiten an die Mädchen im Haus verteilt, während sie für die Jungen auf die Straße geworfen wurden, damit sie sie einsammeln konnten.

## Moderne Praxis
Obwohl es nur wenige oder gar keine Berichte über den Hollekreisch im 18. Jahrhundert gibt, zeugt die Tatsache, dass er in Gebieten des Rheintals und des Elsass weiterhin durchgeführt wird, von seinem Fortbestand über die Jahrhunderte hinweg. Bis zum 19. Jahrhundert entwickelte sich der Hollekreisch anscheinend zu einer Zeremonie, die hauptsächlich für Mädchen durchgeführt wurde.
Das Ritual der Namensgebung wird im Avodat Israel Siddur erwähnt, einem Gebetbuch mit einer festen Reihenfolge der täglichen Gebete, das von vielen als die entscheidende Dokumentation der deutsch-jüdischen Tradition angesehen wird. Obwohl der Avodat Israel Siddur die Verse und Gebete auflistet, die zu sagen sind, wenn die Jungen einem Neugeborenen seinen säkularen Namen geben, beschreibt er die Hollekreisch-Zeremonie nicht weiter. Ein neuerdings veröffentlichter zweisprachiger Siddur (der Koren-Sacks) enthält eine Zeremonie für die Begrüßung neugeborener Mädchen. Diese Tatsache bestätigt das zunehmende Interesse daran, neugeborene Mädchen zu feiern, und unterstreicht die Tatsache, dass es sich um eine regionale Tradition der deutsch-französischen Grenze handelt.
Obwohl das sephardische Namensgebungsritual zeved habat bekannter ist, hat auch die aschkenasische Hollekreisch-Zeremonie in den letzten Jahren an Popularität gewonnen und viele lokale Varianten entwickelt. Ausgehend von den standardisierten biblischen Versen enthalten viele Zeremonien je nach lokaler Tradition eine breite Palette verschiedener Wörter sowie unterschiedliche Aussprachen des Wortes „Holle“. Binyomin Schomo Hamburger beschreibt bis zu 20 Varianten aus dem 19. und 20. Jahrhundert.